# Розенталь-Билаталь
Розенталь-Билаталь (нем. Rosenthal-Bielatal) — община в Германии, в земле Саксония. Подчиняется земельной дирекции Дрезден. Входит в состав района Саксонская Швейцария. Подчиняется управлению Кёнигштайн/Зекс. Швайц. Население составляет 1680 человек (на 31 декабря 2010 года). Занимает площадь 46,45 км².
Община подразделяется на 2 сельских округа.

## Население
| Год  | Численность | Численность |
| ---- | ----------- | ----------- |
| 2017 | 1608        | [ 1 ]       |
| 2019 | 1592        | [ 3 ]       |
| 2021 | 1596        | [ 4 ]       |
| 2022 | 1580        | [ 5 ]       |
| 2023 | 1550        | [ 2 ]       |

## Известные уроженцы
- Хомилиус, Готфрид Август (1714—1785) — немецкий композитор и органист.